# Conophytum bicarinatum
Conophytum bicarinatum är en isörtsväxtart som beskrevs av L. Bol.. Conophytum bicarinatum ingår i släktet Conophytum, och familjen isörtsväxter. Inga underarter finns listade i Catalogue of Life.